# Janine Turner
Janine Turner, född Janine Loraine Gauntt 12 december 1962 i Lincoln, Nebraska är en amerikansk TV- och filmskådespelare. Turner inledde sin skådespelarkarriär som TV-skådespelare under det tidiga 1980-talet. Som filmskådespelare fick hon sitt genombrott i filmen Cilffhanger (som karaktären Jessie Deighan) där hon spelade mot bland andra Sylvester Stallone och Michael Rooker.
Turner föddes i Nebraska men båda hennes föräldrar var från Texas och hon växte i Euless och Fort Worth i Texas.